# Medicago constricta
Medicago constricta là một loài thực vật sống một năm, không leo, thuộc chi Medicago. Nó được tìm thấy trong khu vực bồn địa Địa Trung Hải, từ Hy Lạp tới Israel. M. constricta được tìm thấy chủ yếu trên đất cát hay đất khô cằn. Nó tạo thành quan hệ cộng sinh với vi khuẩn Sinorhizobium meliloti, loài có khả năng cố định đạm.

## Thư viện ảnh

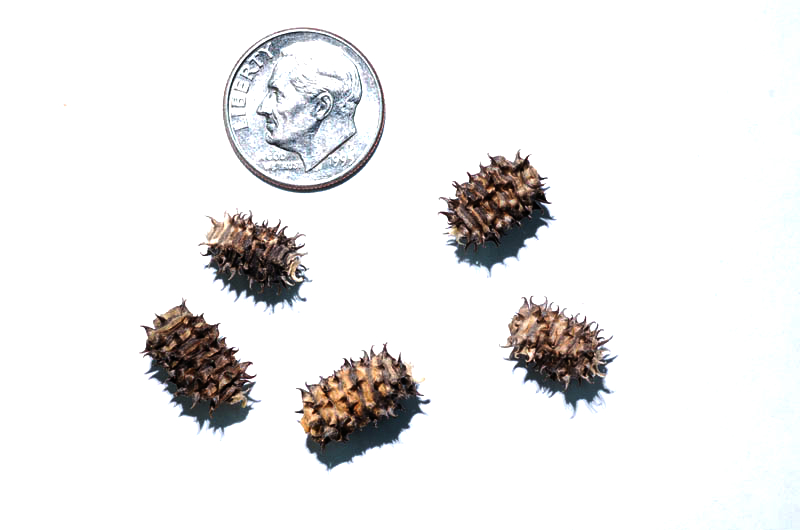
Các quả đậu
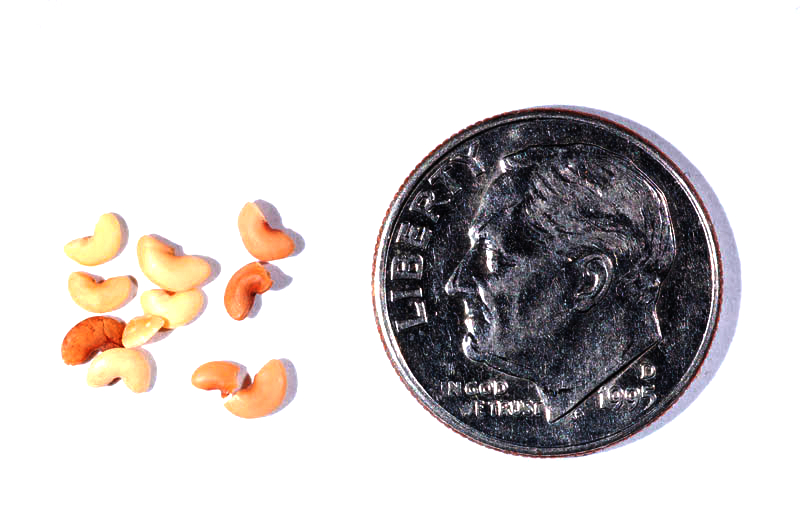
Hạt